# 司徒偉傑
司徒偉傑（Szeto Wai Kit，1987年8月6日—），生於香港，香港籃球運動員，司職中鋒，現時擔任香港甲一籃球聯賽球隊南華助理教練。

## 籃球生涯
司徒偉傑生於香港，兒時的偶像為本地球壇名宿中鋒宋方及蔡芳裕，亦喜愛前NBA球員奧尼爾，並從小就以他們為目標。中學曾就讀港澳信義會慕德中學，天主教新民書院及廠商會中學後，轉讀體育名校仁濟醫院董之英紀念中學。2008年加盟福建，再於2014年轉會晉龍，首季協助球隊以第5名的成績完成常規賽，更創下其甲一生涯新高。
在翌年，由於前球會福建新組班，使晉龍上至教練下至球員都轉會，而司徒偉傑獲福建教練安慶健重用，在聯賽首5場共錄得67分及搶下53籃板，為福建陣中的得分王和籃板王。在2016年4月22日，司徒偉傑對南青的聯賽，取得16分及19個籃板雙雙成績，協助福建以69–64勝出。
在9月16日，司徒偉傑親自證實加盟永倫，可是他擔任後備居多，在季後賽上陣3場，只有約30分鐘時間，直到2018年球季結束後轉會福建。

## 國際賽生涯
在2017年11月，司徒偉傑獲香港代表隊徵召出戰世界盃亞洲區外圍賽，成為歷史上香港首批參與世界盃的球員，並分別隨於主場和作客迎戰勁旅中國，韓國以及紐西蘭國家隊，結果香港首輪大敗予中國和新西蘭。

## 外部連結
- 司徒偉傑在fiba.basketball（英语）
- 司徒偉傑在archive.fiba.com（archived）（英语）
- 司徒偉傑在Eurobasket.com（球員）（英语）
- 司徒偉傑在RealGM（英语）